# Дашавська вулиця (Київ)
Даша́вська ву́лиця — вулиця в Солом'янському районі міста Києва, місцевість Караваєві дачі. Пролягає від Вічової вулиці до Індустріального провулку.
Прилучається Польова вулиця.

## Історія
Частина вулиці, що згодом відійшла до вулиці Леваневського, виникла в 10-х роках XX століття, була частиною Тетянівської вулиці. Власне частина теперішньої вулиці виникла вже у 1930-х роках (вперше вона фігурує на карті 1935 року).
З 1938 року — вулиця Леваневського (у 1941–1943 роках — вулиця Бориса Грінченка). Виокремлена під сучасною назвою 1958 року.

## Мешканці
У будинку № 27 мешкали в квартирах:
- 3 — Бескакотов Веніамін Васильович, Абрамова Ольга Миколаївна — графіки, плакатисти;
- 5 — Біляк Володимир Йосипович — живописець;
- 8 — Якубич Валентин Іванович — графік;
- 9 — Дзюбан Іван Феодосійович — плакатист;
- 10 — Кушнір Веніамін Володимирович — живописець;
- 11 — Плесовська Олександра Юхимівна — скульптор, Плесовська Олена Миколаївна — художник, Малинка Олексій Вікторович — скульптор, графік і живописець;
- 13 — Жовніровський Євген Борисович — скульптор;
- 14 — Максимович Тетяна Олександрівна — художниця;
- 15 — Галочкін Валентин Андрійович, Укадер Юлія Анатоліївна — скульптори;
- 16 — подружжя Гаркавенко Галина Іллівна, Польовий Геннадій Петрович — графіки;
- 17 — Костенко Федір Тимофійович, Костенко Зоя Федорівна — живописці;
- 19 — Попов Микола Тарасович — графік;
- 20 — Ладиженський Беніамін Хаїмович — живописець;
- 21 — Бабак Петро Іванович — живописець;
- 23 — Бароянц Михайло Сергійович — живописець;
- 25 — Божко Ніна Григорівна — графік, плакатист, Тихий Іван Антонович — живописець;
- 28 — Ворона Олександр Васильович — живописець;
- 30 — Волковинська Зінаїда Володимирівна — живописець;
- 31 — Матвієнко Ірина Яківна — скульптор;
- 32 — Горовий Іван Семенович — скульптор;
- 33 — Тюха Іван Андрійович — живописець;
- 36 — Тищенко Марія Олексіївна — скульпторка;
- 37 — Хитрова Тамара Олександрівна, Шурупов Костянтин Олексійович — живописці;
- 38 — Малаков Георгій Васильович, Малакова Олена Георгіївна — графіки;
- 39 — подружжя Гордієнко Лілія Андріївна, Клоков В'ячеслав Михайлович — скульптори;
- 42 — Олійник Олексій Петрович — графік;
- 43 — Давидова Євгенія Денисівна — мистецтвознавець;
- 44 — Кошелєв Станіслав Дмитрович — скульптор;
- 45 — Горбань Євген Юхимович — скульптор;
- 46 — Вінайкін Василь Павлович — скульптор;
- 48 — Лєсницька Людмила Іванівна — живописець;
- 49 — Гутман Григорій Петрович — скульптор;
- 50 — Фіщенко Олексій Федорович — графік;
- 52 — Красотін Микола Аркадійович — скульптор;
- 53 — Мілько Володимир Єфремович — скульптор;
- 54 — Мінський Григорій Семенович — живописець;
- 55 — Ражба Яків Самійлович — скульптор;
- 56 — Глікман Геннадій Наумович — графік, скульптор;
- 57 — Філонов Іван Никифорович — графік;
- 58 — Багаутдінов Рем Махмудович — живописець, графік;